# 雷拉巴省
雷拉巴省（法語：Léraba）是布基納法索瀑布大區西部的一個省，面積3,129平方公里。2006年人口124,422人。首府辛杜。
本區下轄八縣。